# Trnovski Vrh
Trnovski Vrh – wieś w Słowenii, w gminie Trnovska vas. W 2018 roku liczyła 167 mieszkańców.